# Einar Brissmyr
Nils Einar Sigurd Brissmyr, född Bengtsson 23 november 1908 i Snöstorps församling i Hallands län, död 17 augusti 1975 i Skerike församling i Västerås kommun, var en svensk konstnär.
Brissmyr studerade konst under studieresor till England, Tyskland, Frankrike och Italien. Hans konst består av landskap, gatubilder och mariner i en naturalistisk stil utförda i olja.